# 考沙塔 (路易斯安那州)
考沙塔（英語：Coushatta），是美国路易斯安那州下属的一座城市。根据2010年美国人口普查，该市有人口1,964人。建置上，属于“town”。